# Kilómetro Cuarenta y Dos
Kilómetro Cuarenta y Dos är en ort i Mexiko.   Den ligger i kommunen Papantla och delstaten Veracruz, i den sydöstra delen av landet, 220 km nordost om huvudstaden Mexico City. Kilómetro Cuarenta y Dos ligger 39 meter över havet och antalet invånare är 106.
Terrängen runt Kilómetro Cuarenta y Dos är lite kuperad. Runt Kilómetro Cuarenta y Dos är det ganska tätbefolkat, med 179 invånare per kvadratkilometer. Närmaste större samhälle är Poza Rica de Hidalgo, 12,8 km sydväst om Kilómetro Cuarenta y Dos. Omgivningarna runt Kilómetro Cuarenta y Dos är en mosaik av jordbruksmark och naturlig växtlighet.